# Dawson (Illinois)
Dawson es una villa ubicada en el condado de Sangamon, Illinois, Estados Unidos. Según el censo de 2020, tiene una población de 519 habitantes.

## Geografía
La localidad está ubicada en las coordenadas 39°51′11″N 89°27′43″O / 39.85306, -89.46194 (39.852952, -89.461948). Según la Oficina del Censo de los Estados Unidos, Dawson tiene una superficie total de 2.05 km², correspondientes en su totalidad a tierra firme.

## Demografía
Según el censo de 2020, hay 519 personas residiendo en Dawson. La densidad de población es de 253.17 hab./km². El 91.7% de los habitantes son blancos, el 0.2% es afroamericano, el 0.2% es amerindio, el 0.2% es de otra raza y el 7.7% es de una mezcla de razas. Del total de la población, el 1.7% son hispanos o latinos de cualquier raza.